# Mawsonites spriggi
La mawsonite (Mawsonites spriggi) è un misterioso organismo estinto, vissuto nel Proterozoico superiore (Ediacarano, circa 550 milioni di anni fa). I suoi resti fossili sono stati ritrovati principalmente in Australia.

## Descrizione
I fossili di mawsonite consistono in impronte a forma di diamante arrotondato, costituite da lobi disposti a raggiera intorno a un cerchio centrale di circa 12 centimetri di diametro. Questi “raggi”, di solito una ventina, sono piuttosto larghi e in apparenza costituivano parti carnose dell'individuo.

## Possibili affinità
Descritto per la prima volta nel 1966 da parte di Martin Glaessner e Mary Wade, questo fossile è stato originariamente interpretato come una medusa, principalmente a causa della sua simmetria radiale. Studi più recenti hanno accostato questo fossile ai vendozoi, un misterioso gruppo di organismi dalle affinità sconosciute; altre ipotesi considerano i fossili di mawsonite come punti di ancoraggio per alghe, organismi filtratori, colonie microbiche o peduncoli di rangeomorfi (in quest'ultimo caso i caratteristici lobi a raggiera si spiegherebbero come cavità riempite di sabbia). Un'altra ipotesi (Seilacher, 1989) vede la mawsonite come una complessa tana fossilizzata di un animale a simmetria bilaterale: secondo questa visione, quindi, la mawsonite non sarebbe affatto un resto di organismo vivente.